# Palin Granit
Palin Granit Oy är ett finländsk familjeföretag inom stenindustribranschen, med inriktning på brytning av främst granit. Det grundades 1921 av stenhuggaren Antti Palin vid Loimijoki som stenverkstaden Loimaan Hautakiviveistämö A. Palin. Där höggs framför allt gravstenar.
Sönerna Martti och Reino tog 1958 över verksamheten, som de döpte om till Loimaan Kivi Ky Veljekset Palin. År 1975 köpte företaget ett eget stenbrott i Tövsala, där de bröt den röda rapakivin Balmoral Red. Den exporterades främst till Frankrike och Italien. Heikki Palin, i tredje generationen, blev chef 1989. 
År 2011 såldes stenförädlingen i Loimaan Kivi Oy och Palin Granit Oy koncentrerade sig på brytning av sten.
Företaget har stenbrott på ön Iisalo i Sulkava, Mäntsälä, Tövsala, Ylämaa, Kotka, Vederlax och Jyväskylä. Stensorter som bryts är bland andra rapakivigraniter som Balmoral Red, Baltic Brown och pyterlit samt diabas.